# Delma
Delma is een geslacht van pootloze hagedissen die behoren tot de gekko's en de familie heuppotigen (Pygopodidae).

## Naam en indeling
De wetenschappelijke naam van de groep werd voor het eerst voorgesteld door John Edward Gray in 1830. Een aantal soorten werd eerder aan andere geslachten toegekend, namelijk Pseudodelma en Aclys. Er zijn 21 soorten, inclusief de pas in 2015 beschreven soort Delma hebesa.

## Verspreiding en habitat
De hagedissen komen endemisch voor in delen van Australië en leven in de staten New South Wales, Noordelijk Territorium, Queensland, Victoria, West-Australië en Zuid-Australië. De habitat bestaat uit droge en gematigde tropische en subtropische graslanden, droge tropische en subtropische en gematigde bossen, verschillende typen scrublands, rotsige omgevingen en hete woestijnen.

## Beschermingsstatus
Door de internationale natuurbeschermingsorganisatie IUCN is aan alle soorten een beschermingsstatus toegewezen. Negentien soorten worden beschouwd als 'veilig' (Least Concern of LC) en twee soorten staan te boek als 'bedreigd' (Endangered of EN).

## Soorten
Het geslacht omvat de volgende soorten, met de auteur en het verspreidingsgebied.
| Naam            | Auteur                               | Verspreidingsgebied                                                                                       | Beschermingsstatus |
| --------------- | ------------------------------------ | --- | ------------------ |
| Delma australis | Kluge, 1974                          | Australië (New South Wales, Noordelijk Territorium, Victoria, West-Australië, Zuid-Australië)             |                    |
| Delma borea     | Kluge, 1974                          | Australië (Noordelijk Territorium, Queensland, West-Australië, mogelijk in Zuid-Australië)                |                    |
| Delma butleri   | Storr, 1987                          | Australië (New South Wales, Noordelijk Territorium, Queensland, Victoria, West-Australië, Zuid-Australië) |                    |
| Delma concinna  | Kluge, 1974                          | Australië (West-Australië)                                                                                |                    |
| Delma desmosa   | Maryan, Aplin & Adams, 2007          | Australië (West-Australië)                                                                                |                    |
| Delma elegans   | Kluge, 1974                          | Australië (West-Australië)                                                                                |                    |
| Delma fraseri   | Gray, 1831                           | Australië (West-Australië)                                                                                |                    |
| Delma grayii    | Smith, 1849                          | Australië (West-Australië)                                                                                |                    |
| Delma hebesa    | Maryan, Brennan, Adams & Aplin, 2015 | Australië (West-Australië)                                                                                |                    |
| Delma impar     | Fischer, 1882                        | Australië (New South Wales, Victoria, Zuid-Australië)                                                     |                    |
| Delma inornata  | Kluge, 1974                          | Australië (New South Wales, Queensland, Victoria, Zuid-Australië)                                         |                    |
| Delma labialis  | Shea, 1987                           | Australië (Queensland)                                                                                    |                    |
| Delma mitella   | Shea, 1987                           | Australië (Queensland)                                                                                    |                    |
| Delma molleri   | Lütken, 1863                         | Australië (Zuid-Australië)                                                                                |                    |
| Delma nasuta    | Kluge, 1974                          | Australië (Noordelijk Territorium, Queensland, West-Australië, Zuid-Australië)                            |                    |
| Delma pax       | Kluge, 1974                          | Australië (West-Australië)                                                                                |                    |
| Delma petersoni | Shea, 1991                           | Australië (West-Australië, Zuid-Australië)                                                                |                    |
| Delma plebeia   | De Vis, 1888                         | Australië (New South Wales, Queensland)                                                                   |                    |
| Delma tealei    | Maryan, Aplin & Adams, 2007          | Australië (West-Australië)                                                                                |                    |
| Delma tincta    | De Vis, 1888                         | Australië (New South Wales, Noordelijk Territorium, Queensland, West-Australië, Zuid-Australië)           |                    |
| Delma torquata  | Kluge, 1974                          | Australië (Queensland)                                                                                    |                    |